# Oklepni korpus Indijske kopenske vojske
Oklepni korpus Indijske kopenske vojske je administrativno poveljstvo vseh oklepnih enot Indijske kopenske vojske.
Trenutno nadzoruje 63 oklepnih polkov.

## Zgodovina
Korpus je bil ustanovljen leta 1947 z izločitvijo dveh tretjine sil iz dotedanjega Indijskega oklepnega korpusa (ostala tretjina je postala osnova za Oklepni korpus Pakistanske kopenske vojske).